# Konrad Kuhn

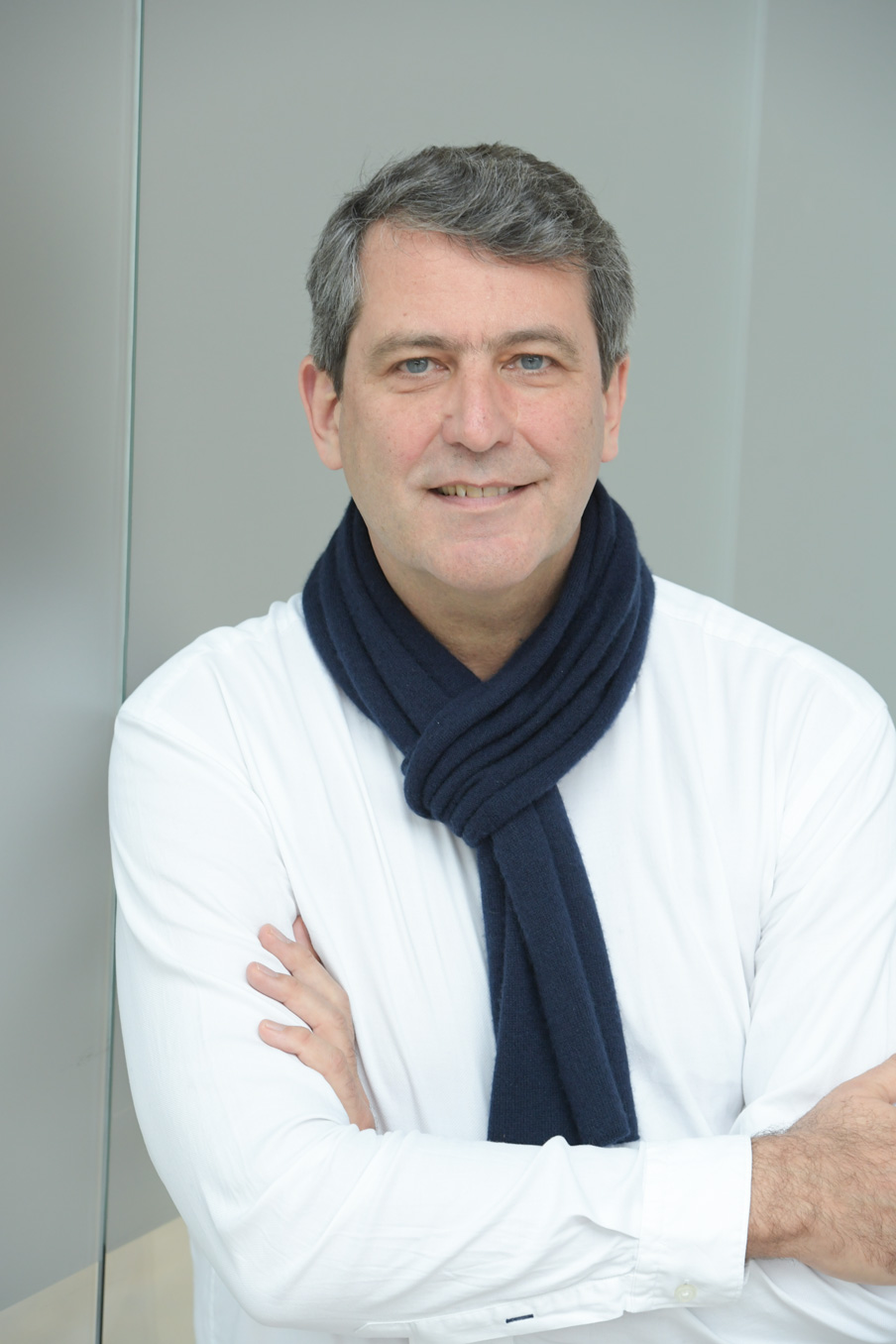

Konrad Kuhn ist ein deutscher Dramaturg und Übersetzer.

## Leben und Werk
Kuhn studierte an der Freien Universität Berlin Theaterwissenschaft und Komparatistik. Von 1994 bis 1999 war er Dramaturg am Burgtheater Wien. 1999 besorgte er die Dramaturgie für Achim Freyers Inszenierung von Schumanns Genoveva an der Oper Leipzig und bei den Wiener Festwochen. Von 1999 bis 2003 war Kuhn Dramaturg, Pressesprecher und Persönlicher Referent des Intendanten am Staatstheater am Gärtnerplatz in München. Von 2009 bis 2012 war er Dramaturg am Opernhaus Zürich und arbeitete dort u. a. wiederum mit Freyer (Moses und Aron), sowie, u. a. mit Regisseuren wie Damiano Michieletto, Harry Kupfer oder David Pountney. Seit 2015 ist er Dramaturg an der Oper Frankfurt. Hier arbeitete er u. a. mit Katharina Thoma (Martha), Álex Ollé/La Fura dels Baus (Jeanne d'Arc au bûcher als Doppelabend zusammen mit Debussys La damoiselle élue), Tobias Kratzer (L'Africaine und La forza del destino), Christof Loy (Norma) und Anselm Weber (Lady Macbeth von Mzensk) zusammen.
In München begann seine regelmäßige Zusammenarbeit mit Claus Guth mit der Uraufführung von Awet Terterjans Oper Das Beben (nach Heinrich von Kleists Novelle Das Erdbeben in Chili) im Jahr 2003, gefolgt von dem Operettenprojekt In mir klingt ein Lied (2007). Am Theater an der Wien betreute Kuhn 2009 und 2013 Guths szenische Fassungen von Händels Messiah und von Schuberts Oratorienfragment Lazarus, sowie Guths Monteverdi-Zyklus, der 2015 mit L’incoronazione di Poppea komplettiert wurde. Gemeinsam mit Guth wirkte Kuhn auch als Dramaturg des Tannhäuser an der Wiener Staatsoper (2010) und bei der Uraufführung von Aschemond oder The Fairy Queen von Helmut Oehring und Henry Purcell an der Berliner Staatsoper Unter den Linden (2013) sowie Verdis Rigoletto an der Bastille-Oper Paris (2016, auch Mitarbeit Regie) und Händels Rodelinda am Teatro Real Madrid (2017). Die Zusammenarbeit setzte sich 2018 an der Oper Frankfurt mit Lehárs Operette Die lustige Witwe und mit der Uraufführung der Oper Bérénice (nach der Tragödie des Racine) von Michael Jarrell an der Opéra national de Paris (Palais Garnier, Dirigent: Philippe Jordan) fort.
Mit dem Regieduo Moshe Leiser und Patrice Caurier realisierte er u. a. in Zürich die Uraufführung von Marc-André Dalbavies Gesualdo (2010) und Rossinis Otello (2012), sowie bei den Salzburger Pfingstfestspielen Händels Giulio Cesare in Egitto (2012) und Norma (2013). Bei den Salzburger Festspielen 2014 war Kuhn als Dramaturg für Dalbavies zweite Oper – Charlotte Salomon – verpflichtet, deren Uraufführung Luc Bondy inszenierte.
Die Zusammenarbeit mit dem Regisseur und Bühnenbildner Robert Wilson erstreckte sich auf Norma (Zürich 2011), Verdis Macbeth (São Paulo 2012, Bologna und Reggio Emilia 2013), Ionescos Rhinocéros in Craiova (Rumänien) sowie Adam's Passion, eine Inszenierung mit Musik von Arvo Pärt in der Noblessner Foundry Tallinn, Estland. Sie setzte sich 2015 mit La traviata (Landestheater Linz und Oper Perm, Dirigent: Teodor Currentzis) sowie einer eigenen Version des Schauspiels Oedipus, basierend auf Sophokles, fort, die im Sommer 2018 im antiken Amphitheater von Pompeji Premiere hatte, gefolgt von Aufführungen im Herbst 2018 am Teatro Olimpico Vicenza und weiteren Aufführungen im Sommer 2019 beim Festival in Epidauros. Zuletzt entstand eine Neuinszenierung von Verdis Otello bei den Osterfestspielen Baden-Baden (Dirigent: Zubin Mehta) sowie eine szenische Aufführung des Messias von Händel in der Mozart-Fassung bei der Mozartwoche 2020 (Dirigent: Marc Minkowski) mit Gastspielen am Théâtre des Champs-Élysées in Paris und am Grand Théâtre de Genève im Oktober 2020.
2019 gab er sein Debüt bei den Bayreuther Festspielen als Gastdramaturg für Tannhäuser (Inszenierung: Tobias Kratzer, Dirigent: Valery Gergiev). Diese Inszenierung wurde in der Kritikerumfrage der Fachzeitschrift Opernwelt zur „Aufführung des Jahres“ gewählt. Er betreut als Dramaturg den neuen Bayreuther Ring (Inszenierung: Valentin Schwarz), der ursprünglich für 2020 angesetzt war und auf 2022 verschoben wurde.
Konrad Kuhn ist auch als Übersetzer tätig und hat, neben zahlreichen Übertitelfassungen und Libretto-Übersetzungen, einen Gedichtband mit Texten des ostarmenischen Dichters Jeghische Tscharenz übersetzt und herausgegeben (erweiterte Neuauflage 2015) sowie zusammen mit Magnus Chrapowski den Kurzroman Les deux qui se croisent/Die zwei die sich kreuzen des surrealistischen Malers und Autors Óscar Domínguez (2017). Vom Sommersemester 2013 bis zum Sommersemester 2014 wirkte er auch als Lehrbeauftragter der Universität Wien sowie im Wintersemester 2017/18 an der Goethe-Universität Frankfurt am Main. Konrad Kuhn war bis 2017 mit der armenischen Sopranistin Hasmik Papian verheiratet, mit der er eine gemeinsame Tochter hat.

## Publikationen
- Hrsg. und Übersetzer: Jeghische Tscharenz: Mein Armenien. Gedichte. Arco-Verlag, Wuppertal/Wien 2010, ISBN 978-3-938375-31-0. (ostarmenisch, deutsch) (erweiterte Neuausgabe. 2015, ISBN 978-3-938375-63-1)
- Übersetzer mit Magnus Chrapowski: Les deux qui se croisent/Die zwei die sich kreuzen. hrsg. und mit einem Nachwort von Gerhard Wild. Arco-Verlag, Wuppertal/Wien 2017, ISBN 978-3-938375-84-6. (französisch, deutsch)